# Paraguanajuatita
La paraguanajuatita és un mineral de la classe dels sulfurs, que pertany al grup de la tetradimita. Rep el nom per la seva relació amb la guanajuatita.

## Característiques
La paraguanajuatita és un sulfur de fórmula química Bi₂Se₃. Es tracta d'una espècie aprovada per l'Associació Mineralògica Internacional, i publicada per primera vegada el 1948. Cristal·litza en el sistema trigonal. La seva duresa a l'escala de Mohs es troba entre 2,5 i 3.
Segons la classificació de Nickel-Strunz, la paraguanajuatita pertany a «02.DC - Sulfurs metàl·lics, amb variable proporció M:S» juntament amb els següents minerals:, hedleyitaikunolita, ingodita, joseïta-B, kawazulita, laitakarita, nevskita, pilsenita, skippenita, sulfotsumoïta, tel·lurantimoni, tel·lurobismutita, tetradimita, tsumoïta, baksanita, joseïta-C, protojoseïta, sztrokayita, vihorlatita i tel·luronevskita.

## Formació i jaciments
Va ser descoberta a la mina Santa Catarina, a la localitat de Rancho Calvillo, al municipi de Guanajuato (Guanajuato, Mèxic). Tot i tractar-se d'una espècie gens habitual ha estat descrita en tots els continents del planeta a excepció de l'Antàrtida.